# Восточное обозрение
«Восточное обозрение» — еженедельная областная газета, основанная в Санкт-Петербурге в 1882 году Николаем Ядринцевым; в 1888 году издание было перенесено в Иркутск.
Газета публиковала статьи по географии, истории, этнографии и экономике Сибири, а также — сообщала о научных экспедициях и исследованиях сибирских учёных; в период своей первой ссылки, с октября 1900 года до побега в августе 1902, с изданием активно сотрудничал Лев Троцкий (под псевдонимом Антид-Ото). С 1894 года редактором-издателем газеты стал бывший политический ссыльный народоволец И. И. Попов. Саму газету считали толкователем «сибирского мирозерцания», заветов Н. М. Ядринцева и Г. Н. Потанина, «руководителем общественного мнения» немалой части образованных сибиряков — а моральные приговоры, выносившиеся на страницах издания, признавались «голосом правды».
Газета была закрыта в январе 1906 года как «нелояльная к правительству» в связи с освещением событий Революции 1905 года.